# Dolicheremaeus papuensis
Dolicheremaeus papuensis är en kvalsterart som beskrevs av Aoki 1967. Dolicheremaeus papuensis ingår i släktet Dolicheremaeus och familjen Tetracondylidae. Inga underarter finns listade i Catalogue of Life.